# Netrosoma
Netrosoma is een geslacht van rechtvleugeligen uit de familie veldsprinkhanen (Acrididae). De wetenschappelijke naam van dit geslacht is voor het eerst geldig gepubliceerd in 1897 door Scudder.

## Soorten
Het geslacht Netrosoma omvat de volgende soorten:
- Netrosoma fusiformis Scudder, 1897
- Netrosoma nigropleura Scudder, 1897
- Netrosoma rubricorne Roberts, 1947
- Netrosoma xanthops Roberts, 1947